# Nationalpark Delta du Saloum
Der Nationalpark Delta du Saloum (französisch Parc National du delta du Saloum) liegt an der senegalesischen Atlantikküste der Region Fatick innerhalb des Deltas der Flüsse Saloum und Sine. Seine Fläche beträgt 76.000 Hektar.

## Geographische Lage
Der Nationalpark Delta du Saloum liegt im Saloum-Delta und umfasst dessen Südwesten. Im Süden begrenzt ihn das Nachbarland Gambia, im Westen folgt die Grenze auf dem Meer dem Meridian 16°46'23.7"W, der etwa 1200 Meter westlich der  Reste der Landzunge Pointe de Sangomar verläuft und die noch einen Schutz der Île de Guior gegen das offene Meer bildet. Neben der Sangomar-Insel umfasst der Nationalpark einige weitere kleine Inseln vor der Küste: Île de Poutaké in der Diombos-Mündung, Île des Oiseaux, Île de Diamanio, Îles aux Boeufs, und schließlich das an der gambischen Grenze dem Wildreservat Forêt de Fathala vorgelagerte Mangrovengebiet. Das 11.800 Hektar umfassende Wildreservat selbst bildet als Trockenwald den östlichsten und einzigen auf dem Festland befindlichen Teil des Nationalparks. Der größte Teil des 76.000 Hektar großen Nationalparks ist mithin ein Meeresschutzgebiet.

## Organisation
Die Direction des Parcs Nationaux (DPN) ist die wichtigste Behörde für den Schutz der biologischen Artenvielfalt in Senegal. Sie betreibt die Nationalparkleitung vom zentralen Standort in Bakadaji aus, drei Kilometer südlich von Missirah, und verfügt über weitere Standorte in Karang, Taïba, Missirah, Bétenti und Djinak. Aus der örtlichen Bevölkerung rekrutieren sich 22 écogardes, die zusätzlich zu den Agenten der DPN im Nationalpark die Aufgaben von Rangern übernehmen.

## Geschichte
Der Nationalpark wurde 1976 gegründet und ist seit 1984 Ramsar-Schutzgebiet. Als große Teile des Saloum-Deltas im Jahr 1980 zum Biosphärenreservat erklärt wurden und seit 2011 zum Weltkulturerbe gehören, wurde auch der Nationalpark Teil dieser Schutzgebiete.

## Fauna
Die Tierwelt im Nationalpark Delta du Saloum umfasst unter anderem wildlebende Säugetiere wie die Primaten Husarenaffe und Westafrikanischer Stummelaffe, Meeressäuger wie Delfin und Manati, Antilopen wie Kronenducker und Buschbock, sowie Warzenschwein und Tüpfelhyäne.

## Bildergalerie

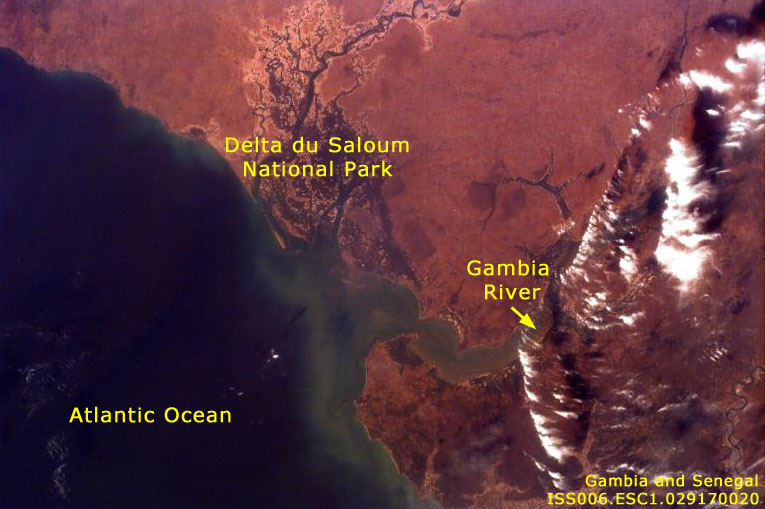
Satellitenbild des Saloum-Nationalparks
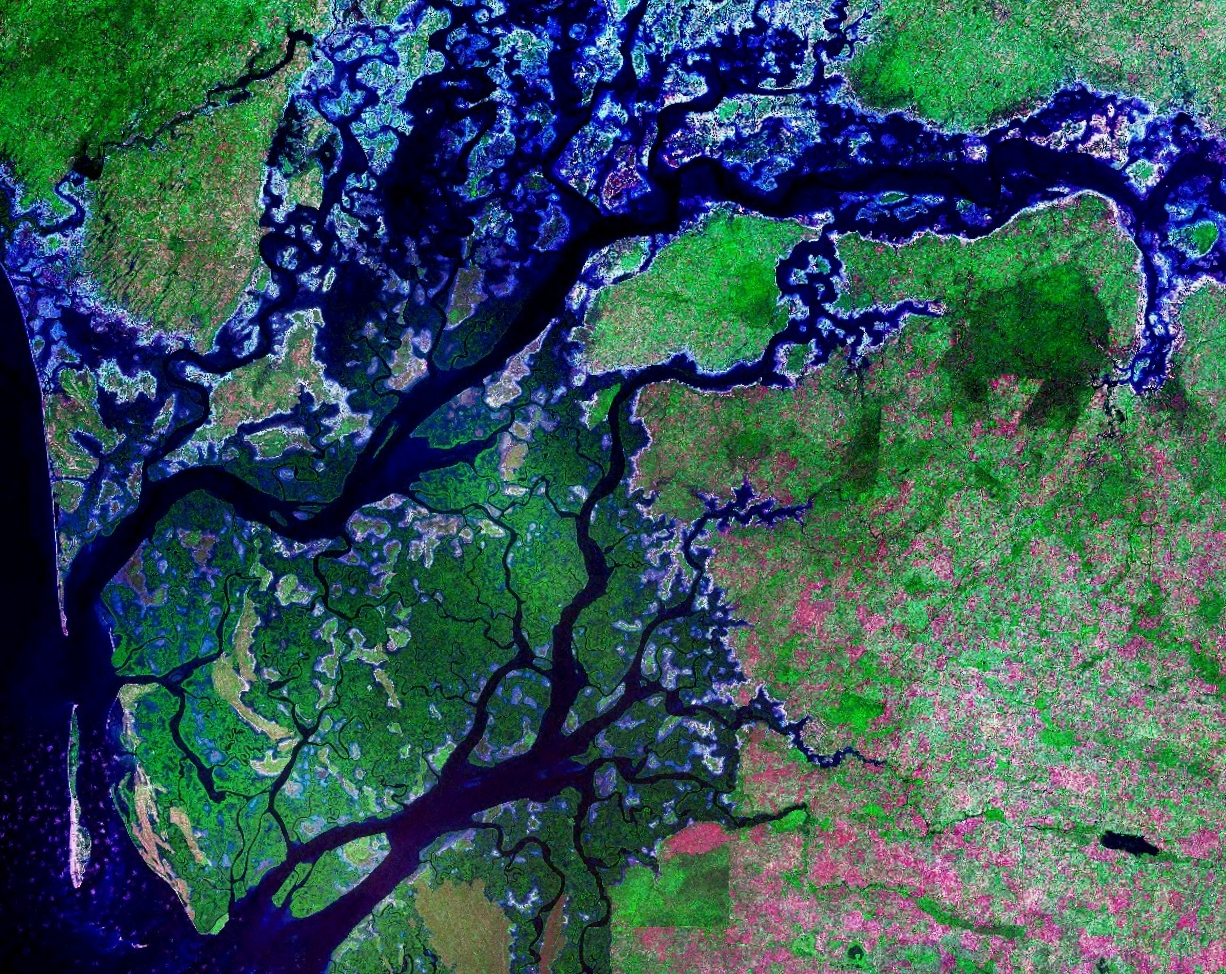
NASA-Satellitenbild Geocover 2000
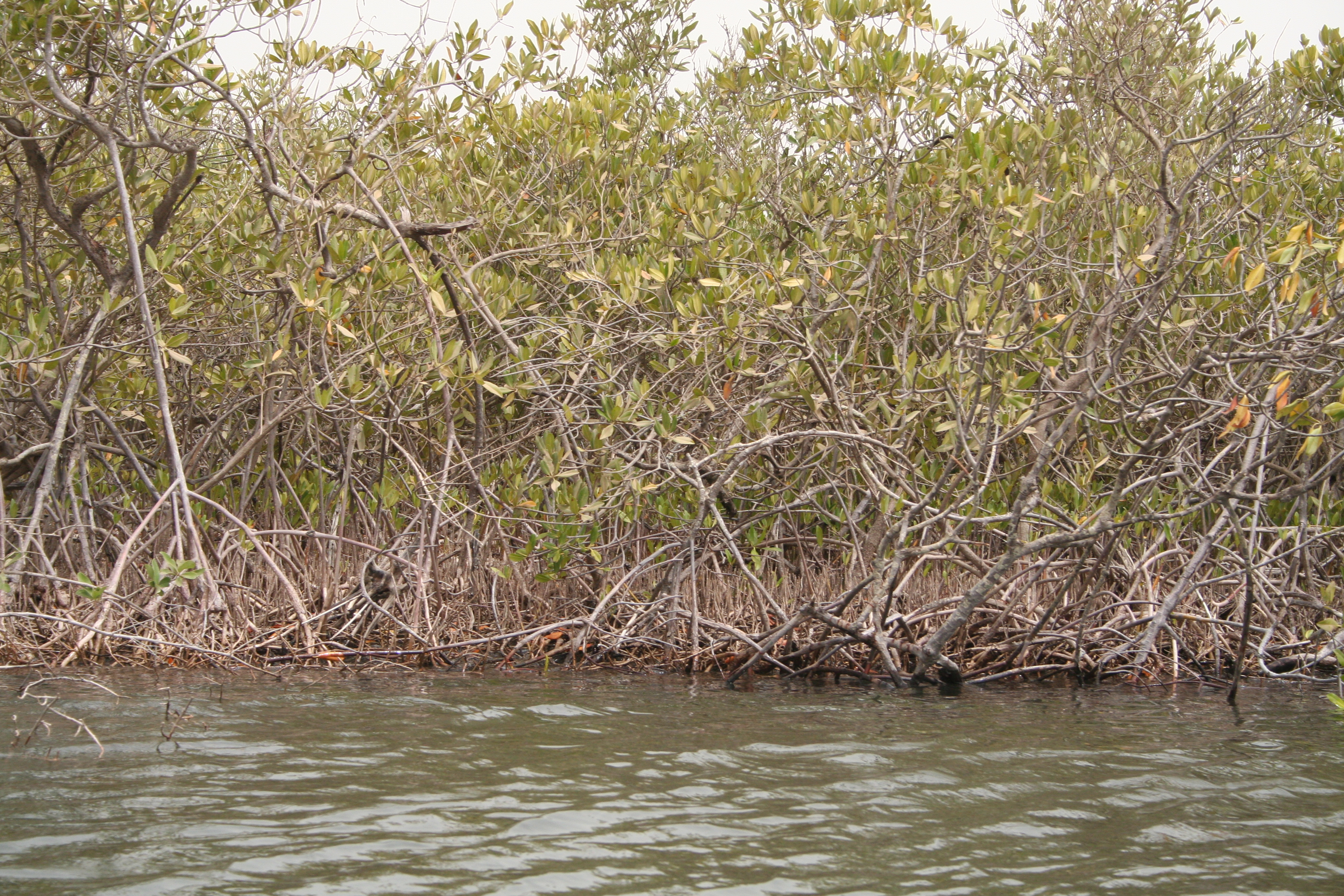
Mangroven im Saloum-Nationalpark
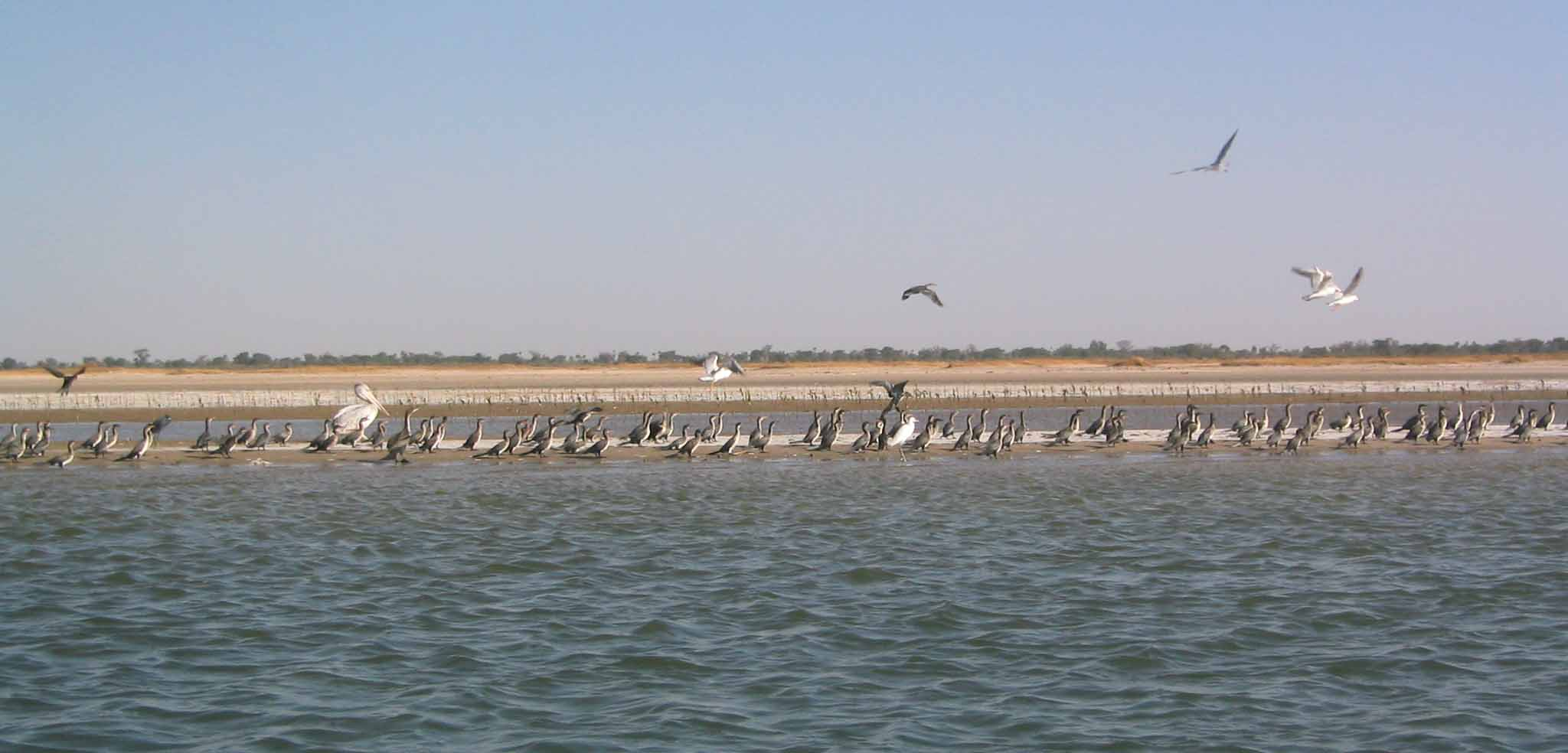
Die île des oiseaux („Insel der Vögel“) im Saloum-Nationalpark